# Croix-Chapeau
Croix-Chapeau is een gemeente in het Franse departement Charente-Maritime (regio Nouvelle-Aquitaine). De plaats maakt deel uit van het arrondissement La Rochelle. Croix-Chapeau telde op 1 januari 2022 1.377 inwoners.

## Geografie
De oppervlakte van Croix-Chapeau bedroeg op 1 januari 2022 4,83 vierkante kilometer; de bevolkingsdichtheid was toen 285,1 inwoners per km².
De onderstaande kaart toont de ligging van Croix-Chapeau met de belangrijkste infrastructuur en aangrenzende gemeenten.

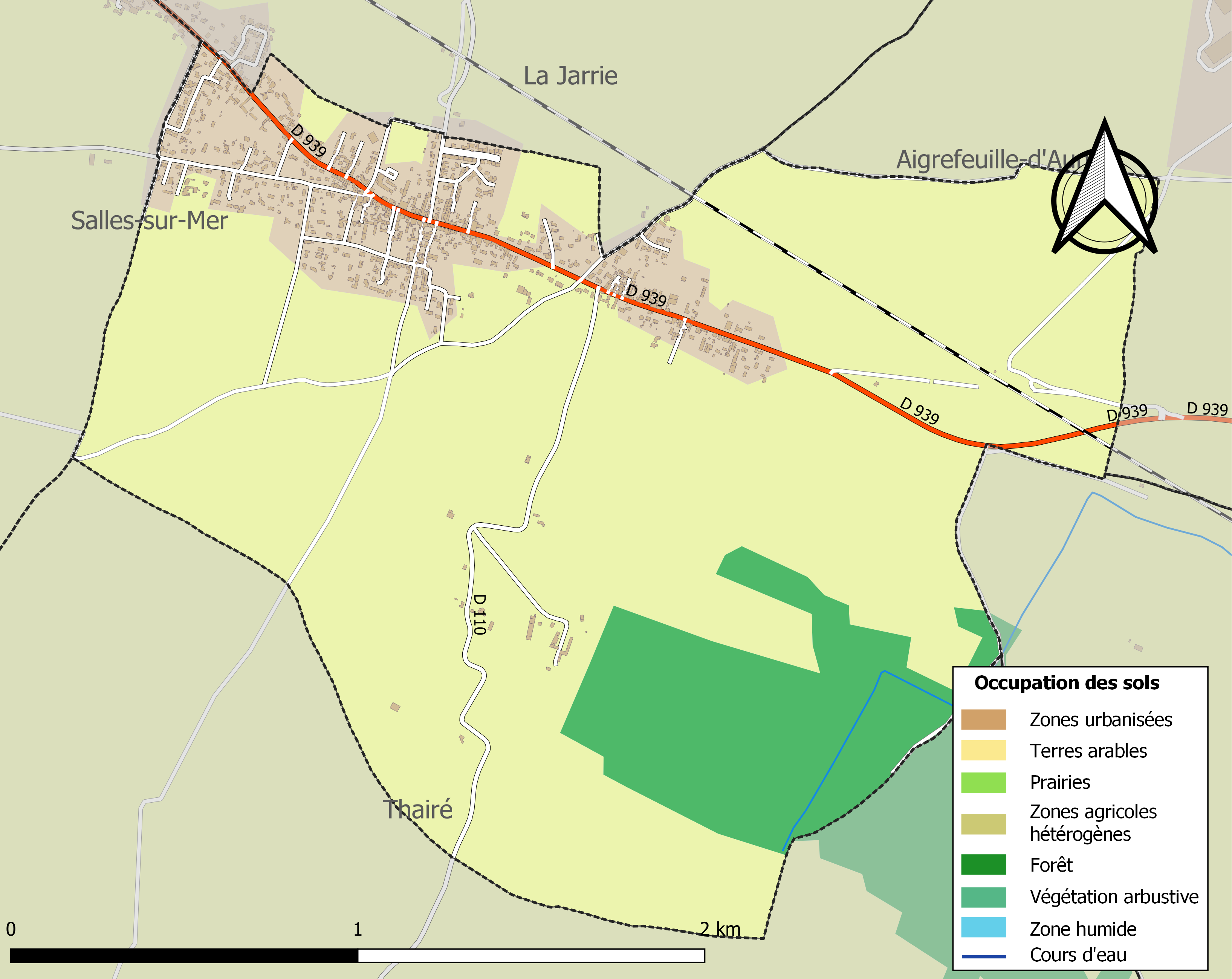

## Demografie
Onderstaande figuur toont het verloop van het inwonertal (bron: INSEE-tellingen).